# Glacier du Palü
Le glacier du Palü (Vadret da Palü en romanche) est un glacier de Suisse situé dans la chaîne de la Bernina (Alpes), dans le canton des Grisons.